# مارك ميلر (متسابق دراجات نارية)
مارك ميلر (بالإنجليزية: Mark Miller) هو متسابق دراجات نارية بريطاني فاز بكأس جزيرة مان السياحية. نافس في بطولة العالم للسوبربايك.

## البطولات
- كأس جزيرة مان السياحية 2010